# 玉尾皓平

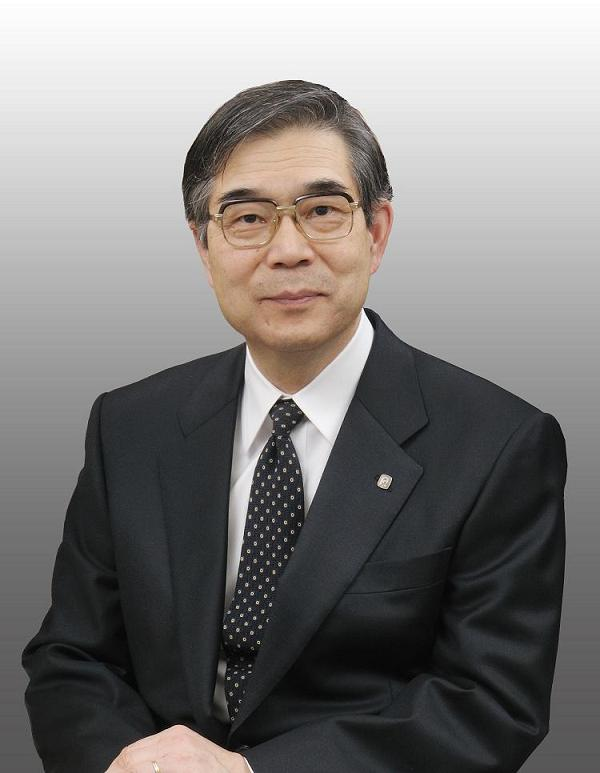
文化功労者顕彰に際して公表された肖像写真

玉尾 皓平（たまお こうへい、1942年10月31日 - ）は、日本の有機化学者。専門は、有機ケイ素化学に関する研究。学位は、工学博士。京都大学名誉教授。公益財団法人豊田理化学研究所所長。妻は化学者の野崎京子。

## 来歴・人物
香川県三豊郡一ノ谷村（現：観音寺市古川町）生まれ。父は内科・小児科の開業医、母は薬剤師。京都大学工学部合成化学科卒業。京都大学大学院工学研究科合成化学専攻博士課程単位取得退学。1971年に「オルガノジシランの合成,立体化学および反応機構」で工学博士の学位を取得。
一貫して元素の本質的特性に着目した物質創製を基本概念とした元素科学研究を行い、1972年（昭和47年）に熊田誠教授（当時）とアリールハライド・アリールトリフラートとGrignard試薬間のニッケル触媒によるクロスカップリング反応である、熊田－玉尾－Corriuクロスカップリングを開発した。本手法は触媒クロスカップリング反応という一大分野の礎となるものであり、今日の物質創製に不可欠な手法として広く応用されている。その後炭素－ケイ素結合の過酸化水素酸化によるアルコール合成法の開発（玉尾酸化）、官能性ケイ素アニオン化学の開拓・確立、ケイ素を含む環状化合物シロール類の簡便合成法の開発と有機エレクトロルミネッセンス (EL) 素子への応用など有機合成化学から新機能性物質科学に亘る幅広い分野の科学技術の発展に多大な貢献を行った。
2007年（平成19年）「有機典型元素化合物の高配位能を活用した化学反応性と物性の開拓」（共同研究）で日本学士院賞を授与された。
2023年（令和5年）文化勲章を香川県出身者として初めて受賞した。

## 略歴
- 1961年 - 香川県立観音寺第一高等学校卒業[8]
- 1965年 - 京都大学工学部合成化学科卒業[1]
- 1970年 - 京都大学大学院工学研究科合成化学専攻博士課程単位取得退学
- 1970年 - 京都大学工学部合成化学科助手[1]
- 1971年 - 工学博士の学位を取得[9]
- 1986年 - 京都大学工学部合成化学科助教授[1]
- 1993年 - 京都大学化学研究所教授[1]
- 2000年 - 京都大学化学研究所所長
- 2004年 - 附属元素科学国際研究センター長
- 2005年 - 理化学研究所フロンティア研究システムセンター長[1]
- 2008年 - 理化学研究所基幹研究所所長
- 2012年 - 日本化学会会長
- 2016年 - 豊田理化学研究所所長[10]

## 栄典
- 2004年 - 紫綬褒章
- 2011年 - 文化功労者[11]
- 2016年 - 瑞宝重光章[12]
- 2023年 - 文化勲章[13]

## 受賞歴
- 1977年 - 日本化学会進歩賞
- 1999年 - 日本化学会賞
- 2002年 - 東レ化学技術賞
- 2002年 - アメリカ化学会 F. S. Kipping 賞
- 2002年 - 朝日賞[14]
- 2003年 - 向井賞
- 2007年 - 日本学士院賞